# Nabu

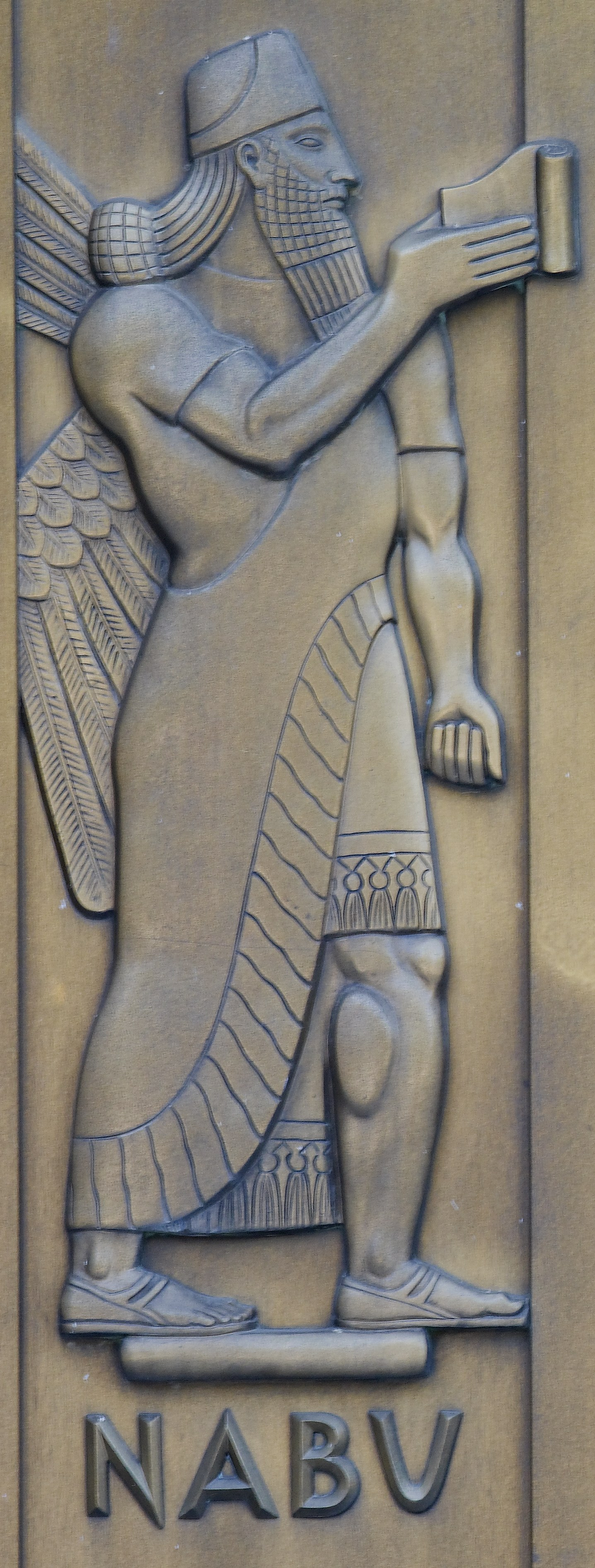
Library of Congress

Nabu of Nabû (Akkadisch: 𒀭𒀝, Nabû, , Syrisch: ܢܵܒܼܘܼ\ܢܒܼܘܿ\ܢܵܒܼܘܿ, Nāvū) is een god in de Assyrische, Armeense en Babylonische mythologie. Hij wordt beschouwd als de god van het schrift, de wijsheid en het gewas. Zijn vader is Marduk, zijn moeder is Sarpanitum. Ea was zijn grootvader en Tashmetum zijn gemalin. Zijn macht over de mensheid werd als zeer groot geacht, aangezien hij het lot van individuen graveerde op zijn kleitabletten, en op die manier het leven kon verkorten of verlengen.
In de Hebreeuwse Bijbel verwierp Jesaja het aanbidden van Nabu (Hebreeuws: נביא, naví) (Jesaja 46:1-2).